# Doumbé FC
El Doumbé F.C. es un equipo de fútbol de Togo que juega en el Campeonato nacional de Togo, el torneo de fútbol más importante del país.

## Historia
Fue fundado en la ciudad de Sansanne Mango y ha sido campeón de liga en 1 ocasión en 1987 y 1 vez campeón de copa en 1996.
A nivel internacional ha participado en 1 ocasión, en la Copa Africana de Clubes Campeones de 1988, donde fue eliminado en la Primera Ronda.
En la temporada 2006-07 descendió, aunque revocaron temporalmente la decisión, el descenso se consumó.

## Palmarés
- Campeonato nacional de Togo: 1

1987
- Copa de Togo: 1

1996

## Participación en competiciones de la CAF
| Temporada | Torneo                            | Ronda | Club             | Casa | Visita | Global |
| --------- | --------------------------------- | ----- | ---------------- | ---- | ------ | ------ |
| 1988      | Copa Africana de Clubes Campeones | 1     | Tonnerre Yaoundé | 0-1  | 0-1    | 0-2    |

## Jugadores

### Jugadores destacados
- Akimsola  Boussari[2]